# Kirche von Mästerby

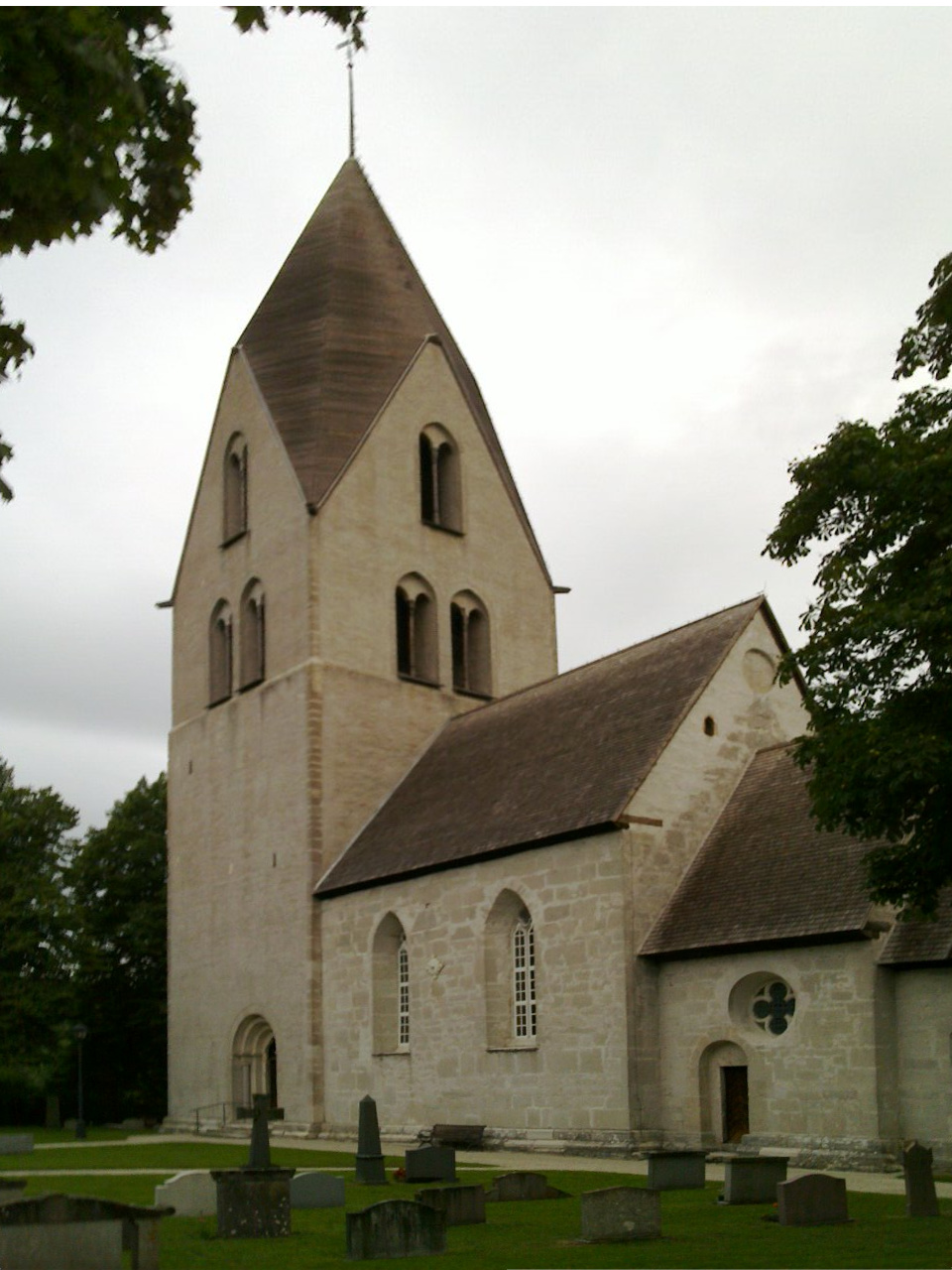
Kirche von Mästerby

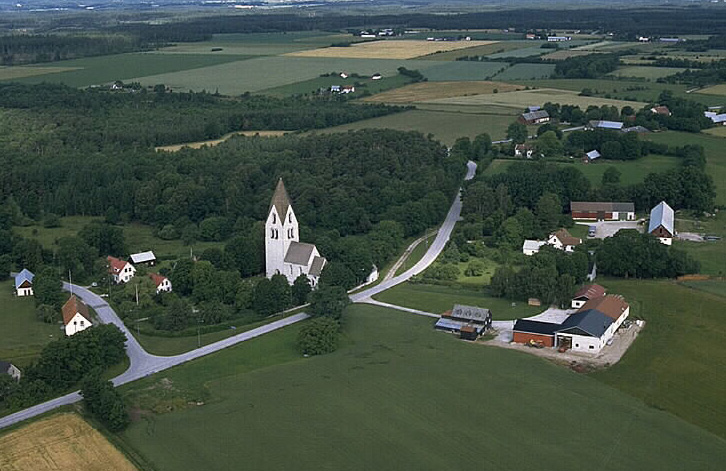
Kirche von Mästerby

Die Kirche von Mästerby (schwedisch Mästerby kyrka) ist eine Landkirche auf der schwedischen Insel Gotland. Sie ist Gemeindekirche der Kirchengemeinde (schwed. församling) Sanda, Västergarn och Mästerby församling und gehört zum Bistum Visby. Sie ist eine der nur noch 17 erhaltenen Landkirchen, die einen Chor mit Apsis besitzen.
Die ältesten Bereiche sind im Langhaus und im Chor zu finden und entstanden gegen Ende des 12. Jahrhunderts aus Kalksteinen. Um 1240 wurde der Kirchturm hinzugefügt. Im Laufe des 14. Jahrhunderts wurde das Langhaus erhöht und mit Gewölben versehen, außerdem wurden die Fenster vergrößert. Im Jahre 1790 wurde die Kirche um eine Sakristei ergänzt. Die Kirche ist innen von einer Vielzahl an Kalkmalereien geprägt, die zwischen dem 15. und 17. Jahrhundert entstanden.
Am ältesten ist wahrscheinlich das Madonnenbild mit zwei Engeln in der nördlichen Nische des Seitenaltars. Als Entstehungsdatum wird das Jahr 1199 angenommen. Über dem Triumphbogen ist Christus als Richter beim Jüngsten Gericht zu sehen, wobei sich rechts von ihm das Tor zum Paradies befindet und links von ihm Menschenseelen vom Erzengel Michael gewogen werden. An der Decke ist Christus zu sehen, unter dessen Füßen die drei damals bekannten Kontinente Afrika, Asien und Europa liegen.
Zu den ältesten Inventargegenständen ist ein Taufstein des Byzantios aus dem Jahr 1160 und das etwa gleichaltrige Triumphkreuz zu zählen.

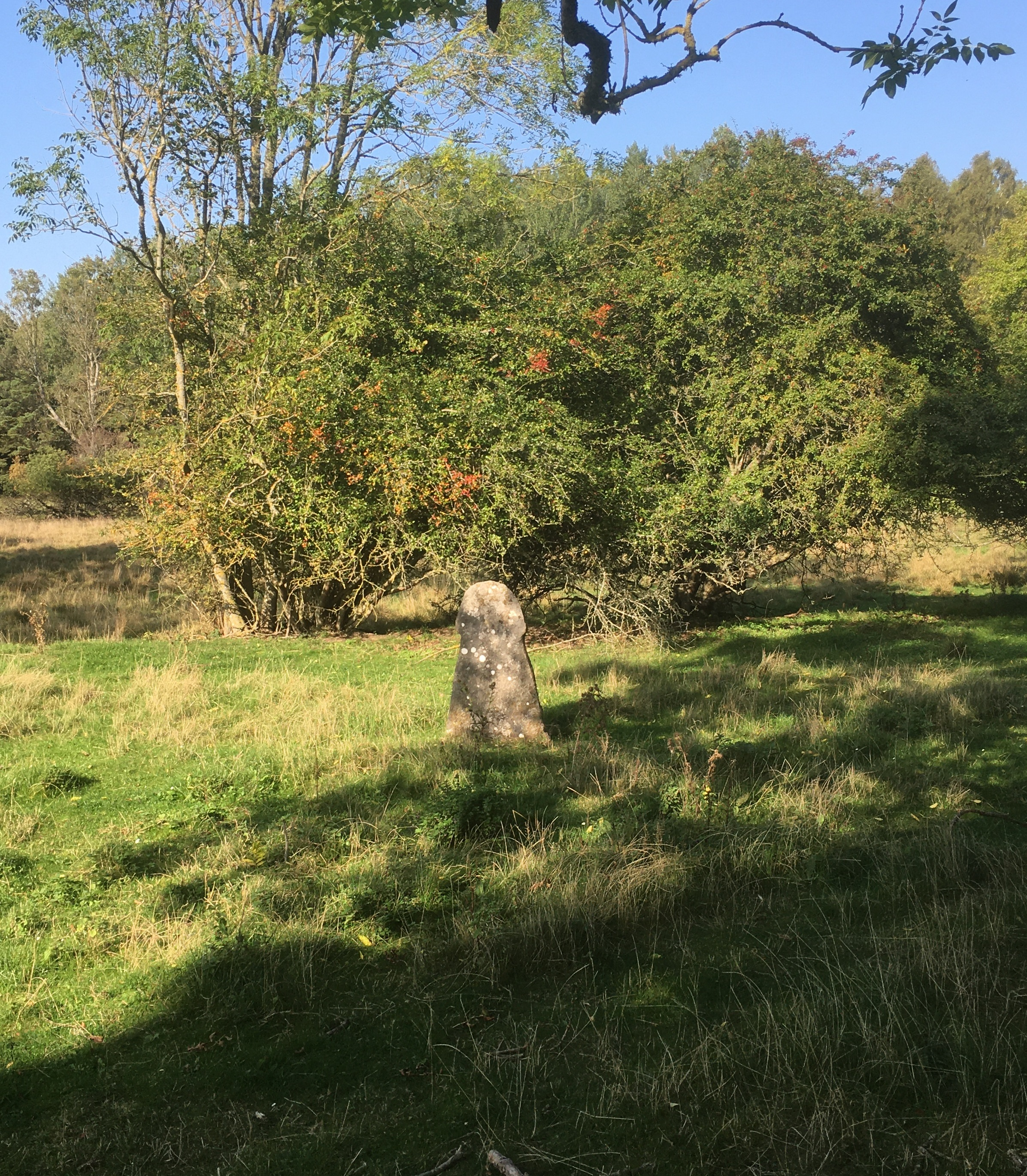
Bildstein von Mästerby

Der Name des Kirchspiels ist erstmals im Jahre 1270 als Maestraby nachgewiesen und wurde von einem Gehöft übernommen. Die zweite Silbe ist daher auch als Gehöft oder Hof zu deuten. Die erste Silbe beinhaltet entweder die Superlativform mestr des altgutnischen Wortes mikil für groß oder das dem deutschen entliehene maisteri für Meister.
Etwa 100 m südwestlich der Kirche steht der Bildstein von Mästerby. 